# ヤコブス・ファート
ヤコブス・ファート（Jacobus Vaet, 1529年ごろ - 1567年1月8日）は盛期ルネサンス音楽のフランドル楽派の作曲家。ジョスカン・デ・プレとパレストリーナの中間の世代の代表的作曲家のひとりで、通模倣様式によるよどみないポリフォニー音楽を残した。クレメンス・ノン・パパやオルランドゥス・ラッススとも親交があった。おそらくヤコブ・ルニャールの恩師。
クルトレー出身もしくはハレルベケ出身。1543年、13歳のときにオンゼ・リーフェ教会の聖歌隊員に迎えられる。1547年にルーヴァン大学に進学するが、1550年までに、カール5世の宮廷礼拝堂において聖歌隊員（テノール歌手）としてファートの名が記録されている。1554年からプラハやインスブルックでマクシミリアン大公の宮廷楽長に就任し、1564年に大公が神聖ローマ帝国皇帝マクシミリアン2世として即位すると、ウィーンの宮廷楽長に異動。終生その地位にあった。ファートはマクシミリアン2世の寵臣であり、マクシミリアンはファートの早世を日記の中で悼んでいる。
現存するファート作品は、ほぼすべてが宗教曲であり、ジョスカンやムートン、クレキヨンの伝統を踏まえたパロディ・ミサが多い。初期にはゴンベールのぎこちない模倣が見られるが、後期作品は、自由なテクスチュアや大胆な不協和音においてラッススの影響も認められ、ヴェネツィア楽派の二重合唱様式も採用されている。

## 参照
- Jacobus Vaet
- Jacobus Vaet - ウェイバックマシン（2016年3月4日アーカイブ分）（日本語によるCD紹介）